# 三官塘桥
三官塘桥原名见龙桥，为位于中国浙江省嘉兴市嘉善县罗星街道南门社区瓶山街南侧、龙鼎小区内的一座单孔石拱桥，南北向跨南护城河，其西侧原为嘉善城墙南门庆丰门及瓮城。该桥始建于明万历二年（1574），因桥南有三官堂庙，俗称三官堂桥，清咸丰十年（1860）毁于兵乱，同治七年（1868）重建。桥长32米、宽2.8米、高7.5米、净跨9.6米、桥栏高0.47米，南北两侧各沿31级和34级台阶而上，各铺一平台以延缓陡势，拱顶龙门石有团花浮雕。